# TrackMeNot
TrackMeNot er en lille program-tilføjelse til din firefox-browser som gør dig i stand til at "forvirre" googles bots, således de ikke kan danne sig et billede af hvilken type person du er, ud fra dine søgning på google.dk.
TrackMeNot søger smider en bunke variabler ind i dine søgninger når du er på f.eks. google, jubii, yahoo eller lignende, for derved at forvirre søgemaskinerne til ikke at kunne læse hvilket type du er, hvad dine preferencer er, osv.

## Oprindelse
TrackMeNot blev skabt af Daniel C. Howe og Helen Nissenbaum som et forsøg på at dæmpe den globale "big brother" effect der opstået de senere år på internettet, i form af blandt andet søgemaskiner og sociale medier som f.eks. Facebook.